# Quintanilla de la Mata (kommunhuvudort)
Quintanilla de la Mata är en kommunhuvudort i Spanien.   Den ligger i provinsen Provincia de Burgos och regionen Kastilien och Leon, i den centrala delen av landet, 170 km norr om huvudstaden Madrid. Quintanilla de la Mata ligger 877 meter över havet och antalet invånare är 153.
Terrängen runt Quintanilla de la Mata är lite kuperad. Runt Quintanilla de la Mata är det mycket glesbefolkat, med 6 invånare per kvadratkilometer. Närmaste större samhälle är Lerma, 4,2 km norr om Quintanilla de la Mata. Trakten runt Quintanilla de la Mata består till största delen av jordbruksmark.